# ロケットゾンデ
ロケットゾンデとは、上空約60kmくらいまでの大気高層の気象を観測するために、観測ロケットで飛ばされる無線機付き測定器。

## 概要
ラジオゾンデのロケット版であり、上空30kmまでを観測対象とするラジオゾンデに比べ、約2倍の高度まで観測できる。観測領域は成層圏全体、さらには中間圏下部まで達し、中層大気の状態を解明・研究するために1960年代から観測が活発化した。
日本では、気象庁をはじめ東京大学宇宙航空研究所（後の宇宙科学研究所、現宇宙航空研究開発機構=JAXA）などが参加して1960年代に開発を行い、MT-135ロケットを開発して観測を行った。岩手県三陸町綾里に気象ロケット観測所が設置され、周1回の定期観測を1971年から開始し、2001年の終了まで約30年間続けられた。定期観測だけで1,119回、それ以外を含めると1,300回以上打ち上げられている。
定期観測に用いられたMT-135Pは、先端部に観測機器を取り付け、モーター部にパラシュートが付いた、全長3.3mの単段式小型ロケットであった。気象状況等により異なるが、発射後約10秒後には燃料エンジンでの飛行から慣性飛行に変わり、95秒で観測機器部を分離、110秒後に最高点に達した後、落下しながら観測を行う。指定高度(Z)と指定等圧面高度(P)において、気圧、風、気温、密度を観測した。